# Surakàievo
Surakàievo (en rus: Суракаево) és un poble (un khútor) de Baixkíria, a Rússia, que en el cens del 2010 tenia 5 habitants. Pertany al districte de Iermolàievo.